# 皋兰州
皋兰州，唐朝羁縻州。
贞观二十二年（648年），唐太宗亲赴灵州（今宁夏吴忠市），召集西北各部族举行灵州会盟，招降铁勒诸部落，为铁勒降部共建六府七州。在灵州境内的宁夏黄河西岸特设皋兰州安置铁勒浑氏部。皋兰州城在今宁夏青铜峡市邵岗镇境内。唐玄宗天宝年间因乱废。